# Marmota korthi
Marmota korthi — викопний вид бабаків. Його типове місце розташування — каньйон Хоє, який знаходиться в земному горизонті гемпфілійського періоду в Неваді. Віковий діапазон: від 10.3 до 4.9 млн років. Середні розміри (в мм): M1 4.50 × 5.33, M2 4.87 × 5.49, M3 5.63 × 5.55, m1 4.42 × 4.94.